# Blue Ridge (Alabama)
Blue Ridge és una concentració de població designada pel cens dels Estats Units a l'estat d'Alabama. Segons el cens del 2000 tenia 1.331 habitants.

## Demografia
Segons el cens del 2000, Blue Ridge tenia 1.331 habitants, 511 habitatges, i 436 famílies. La densitat de població era de 65,4 habitants/km².
Dels 511 habitatges en un 30,7% hi vivien nens de menys de 18 anys, en un 76,9% hi vivien parelles casades, en un 6,5% dones solteres, i en un 14,5% no eren unitats familiars. En el 13,1% dels habitatges hi vivien persones soles el 5,3% de les quals corresponia a persones de 65 anys o més que vivien soles. El nombre mitjà de persones vivint en cada habitatge era de 2,6 i el nombre mitjà de persones que vivien en cada família era de 2,84.
Per edats la població es repartia de la següent manera: un 22,2% tenia menys de 18 anys, un 4,7% entre 18 i 24, un 21% entre 25 i 44, un 37,6% de 45 a 60 i un 14,6% 65 anys o més.
L'edat mediana era de 46 anys. Per cada 100 dones hi havia 101,4 homes. Per cada 100 dones de 18 o més anys hi havia 94,4 homes.
La renda mediana per habitatge era de 73.162 $ i la renda mediana per família de 83.320 $. Els homes tenien una renda mediana de 60.625 $ mentre que les dones 37.875 $. La renda per capita de la població era de 32.774 $. Cap de les famílies i l'1,1% de la població estaven per davall del llindar de pobresa.

## Poblacions properes
El següent diagrama mostra les poblacions més properes.